# Youssef Toutouh
Youssef Toutouh, né le 6 octobre 1992 à Copenhague au Danemark, est un footballeur dano-marocain évoluant au poste de Milieu offensif.

## Biographie

### Carrière en club
Le 4 octobre 2018, libre de tout contrat après son départ du FC Copenhague, il s'engage pour deux saisons avec l'AGF Aarhus.

### Carrière internationale
Né au Danemark de parents originaires du Rif marocain, Youssef Toutouh qui n'a aucunement été appelé par la sélection danoise, a été ciblé par l'entraîneur marocain Badou Zaki qui a montré ses intérêts pour le joueur danois en lui rendant visite en décembre 2015, pour un accord entre le joueur d'origine marocaine et la Fédération royale marocaine de football. Le joueur semble être convaincu par l'entraîneur et aurait finalement tranché en faveur du Maroc.

## Palmarès
- Vainqueur de la Coupe du Danemark en 2013 avec Esbjerg et en 2015, 2016, 2017 avec le FC Copenhague
- Champion du Championnat du Danemark en 2016 et 2017 avec le FC Copenhague